# Grzegorz Mielcarski
Grzegorz Mielcarski, född den 19 mars 1971 i Chełm, Polen, är en polsk fotbollsspelare som tog OS-silver i fotbollsturneringen vid de olympiska sommarspelen 1992 i Barcelona.